# Illumination (religion)
Pour les articles homonymes, voir Illumination.
L'illumination est, en théologie, le fait d'être touché par la lumière divine. Par extension, dans la spiritualité, c'est « une grâce soudaine qui donne à connaître par simple intuition les mystères de la foi ; l'aspect cognitif de la contemplation mystique ».
Dans une perspective psychologique, elle peut être définie comme une émotion auto-transcendante qui pousse les personnes à se diriger vers le sacré et vers des thématiques spirituelles.

## Religions
C'est une expérience mystique dans l'hindouisme.
Le terme « illumination » est aussi utilisé en tant qu’expérience religieuse dans le bouddhisme pour qualifier l’atteinte de la bouddhéité (bodhi) ou, pour les écoles Zen et Chàn, soit un éveil préliminaire (kensho) soit l'éveil permanent (satori).
Dans le soufisme, c'est le fath.
Chez les premiers chrétiens, le terme désignait le baptême.
Anbhav prakash est l'expérience de l'illumination chez les sikhs.